# The End (The Doors)
"The End" is een nummer van de Amerikaanse rockband The Doors van hun debuutalbum The Doors. Het nummer was oorspronkelijk geschreven door Jim Morrison over het uitgaan van zijn relatie met vriendin Mary Werbelow, maar na maanden van optredens in het Whiskey A Go-Go in Los Angeles groeide het nummer uit tot een bijna twaalf minuten lang muziekstuk. De thematiek werd daarmee ook breder. Waar het in eerste instantie ging om een relatiebreuk, kwam er nu een shockerend klassiek Oedipus-thema bij, waarin Morrison zingt dat hij zijn vader wil vermoorden en zijn moeder wil beminnen. Dat laatste wordt slechts gesuggereerd, doordat de tekst enigszins onverstaanbaar is: "Mother... I want to...Aaaah!". Aan het einde van het nummer wordt meerdere malen het woord 'Kill' herhaald. Dit was jarenlang nauwelijks te horen, maar op nieuwe uitgaven van het album is dit duidelijk aanwezig. 
Het nummer werd live opgenomen in de studio zonder overdubbing en is uitgebracht in januari 1967.
Rolling Stone plaatste The End op nummer 336 van de lijst The 500 Greatest Songs of All Time.
De gitaarsolo van het nummer staat op plaats 93 op de lijst '100 Greatest Guitar Solos of All Time' van Guitar World.
Francis Ford Coppola gebruikte het nummer in zijn Vietnamfilm Apocalypse Now. Aan het begin horen we het intro terwijl helikopters voorbij vliegen en een oerwoud in vuur en vlam gezet wordt. Aan het eind van de film wordt het einde van het nummer gebruikt in de offerscène.

## Bezetting
- Jim Morrison - zang, tamboerijn
- Robby Krieger - elektrische gitaar
- Ray Manzarek - Vox Continental, baskeyboard
- John Densmore - drums

## NPO Radio 2 Top 2000
| Nummer met noteringen in de NPO Radio 2 Top 2000 | '00 | '01 | '02 | '03 | '04 | '05 | '06 | '07 | '08 | '09 | '10 | '11 | '12 | '13 | '14 | '15 | '16 | '17 | '18 | '19 | '20 | '21 | '22 | '23 | '24 |
| ------------------------------------------------ | --- | --- | --- | --- | --- | --- | --- | --- | --- | --- | --- | --- | --- | --- | --- | --- | --- | --- | --- | --- | --- | --- | --- | --- | --- |
| The End                                          | 109 | 158 | 122 | 102 | 123 | 145 | 151 | 106 | 127 | 142 | 143 | 113 | 124 | 120 | 152 | 181 | 229 | 244 | 203 | 327 | 395 | 379 | 427 | 475 | 557 |

1. ↑  Een vetgedrukt getal geeft de hoogste notering aan.
2. ↑  2000 was het eerste jaar met een notering voor dit nummer.